# 샤흐툐르스크 (사할린주)

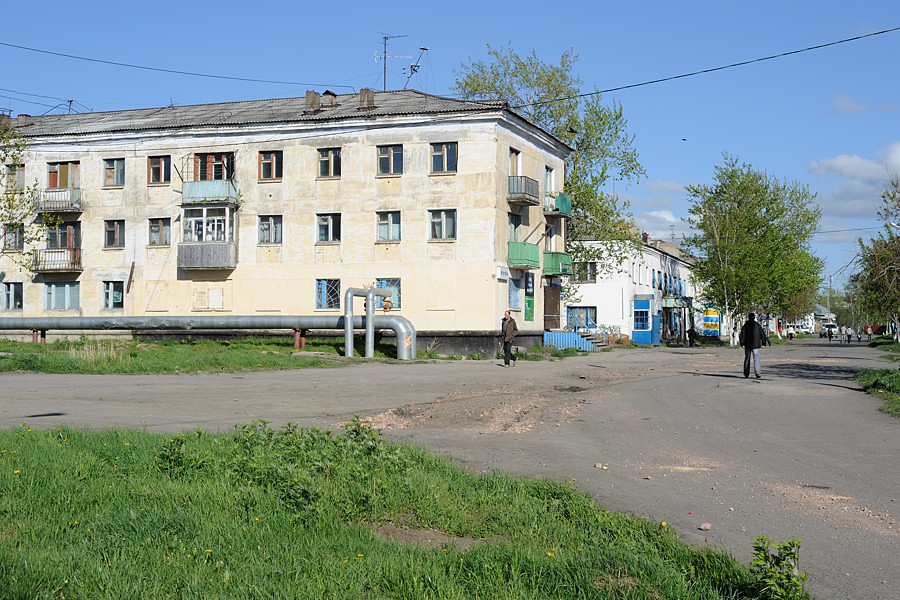
샤흐툐르스크(2011년 촬영)

샤흐툐르스크(러시아어: Шахтёрск)는 러시아 사할린주 서부 연안에 위치한 도시로, 인구는 8,382명(2018년 기준)이며 유즈노사할린스크(사할린 주의 주도)에서 북서쪽으로 376km 정도 떨어진 곳에 위치한다. 일본의 가라후토(사할린섬 남부) 통치 시기였던 1905년 도로 정이라는 이름으로 신설되었으며 1945년 소비에트 연방이 사할린섬 남부를 차지하면서 사할린 주에 편입되었다. 1947년 지금과 같은 명칭으로 변경되었다.